# Arden-Arcade, Kalifornija
Arden-Arcade je naseljeno područje za statističke svrhe u američkoj saveznoj državi Kalifornija. Prema popisu stanovništva iz 2010. u njemu je živjelo 92,186 stanovnika.